# 圓城寺 (淡路市)
圓城寺（えんじょうじ）は、兵庫県淡路市佐野にある寺院。八浄寺の奥の院である。本尊の2体の秘仏聖観世音菩薩は、平安時代のもので兵庫県指定の重要文化財となっている。境内の庭園は、中根金作による。淡路島屈指のサクラの名所。

## 概要
麓の「淡路島七福神めぐり」の 八浄寺の奥の院で、本尊の2体の秘佛聖観世音菩薩（夫婦観音）は、藤原期のもので県指定の重要文化財である。境内の庭園「御岳山」は、日本庭園研究の第一人者で昭和の小堀遠州とも称えられた中根金作の手による。例年4月10日には重文・秘仏観世音菩薩ご開扉祈願大祭と桜まつりが開催され、不老長生の庭が開放される。山峡の豊かな自然に囲まれたのどかな田園景観と400本のサクラの中から本殿が浮かび上がる幻想的な景観が望める観光名所ともなっている。
古くより地域住民にはサクラの名所として親しまれてきており「白雪桜」「楊貴妃桜」など珍しい品種も交え、約450本のサクラが植えられ、季節には静かな山村が多くの花見客でにぎわう。また、俳句愛好家が集う寺としても知られ、毎年俳句大会が開かれる。

## あわじ花へんろ第17番札所
あわじ花へんろ第17番札所となっており、以下の季節の花や植物が鑑賞できる。
- 4月 サクラ（ソメイヨシノ、ヤマザクラ他約400本）
- 4月下旬～5月上旬 ツツジ
- 11月下旬 イチョウ
- 11月～1月 サザンカ

## 拝観
- 無料[2][3]
- 駐車場20台 ただし、境内までの道は狭く、4月10日の桜まつりの日には八浄寺から無料バスが運行予定される[2][3]。

## 交通アクセス

### バス
津名港より淡路交通バス岩屋行き10分佐野小学校前下車、徒歩40分。

### 乗用車
神戸淡路鳴門自動車道津名一宮IC下車。兵庫県道88号を東進。国道28号を北上、兵庫県道157号を左折。車で約30分。